# Горді Дріллон
Гордон Артур Дріллон (англ. Gordon Arthur Drillon, 23 жовтня 1913, Монктон — 23 вересня 1986, Сент-Джон) — канадський хокеїст, що грав на позиції крайнього нападника.
Член Зали слави хокею з 1975 року. Володар Кубка Стенлі.

## Ігрова кар'єра
Хокейну кар'єру розпочав 1935 року.
Протягом професійної клубної ігрової кар'єри, що тривала 16 років, захищав кольори команд «Торонто Мейпл-Ліфс», «Монреаль Канадієнс», «Пітсбург Єллоу Джакетс», «Сюрак'юз Старс», «Воллейфілд Брейвс» та «Сент-Джон Беаверс».
Загалом провів 311 матчів у НХЛ, включаючи 50 ігор плей-оф Кубка Стенлі.

## Статистика
| Сезон        | Клуб                     | Ліга         | Регулярний сезон | Регулярний сезон | Регулярний сезон | Регулярний сезон | Регулярний сезон | Плей-оф | Плей-оф | Плей-оф | Плей-оф | Плей-оф |
| Сезон        | Клуб                     | Ліга         | І                | Г                | П                | О                | ШХ               | І       | Г       | П       | О       | ШХ      |
| ------------ | ------------------------ | ------------ | ---------------- | ---------------- | ---------------- | ---------------- | ---------------- | ------- | ------- | ------- | ------- | ------- |
| 1935–36      | «Пітсбург Єллоу Джакетс» | СХЛ          | 40               | 22               | 12               | 34               | 4                | —       | —       | —       | —       | —       |
| 1936–37      | «Сюрак'юз Старс»         | АХЛ          | 5                | 2                | 3                | 5                | 0                | —       | —       | —       | —       | —       |
| 1936–37      | «Торонто Мейпл-Ліфс»     | НХЛ          | 41               | 16               | 17               | 33               | 2                | 2       | 0       | 0       | 0       | 0       |
| 1937–38      | «Торонто Мейпл-Ліфс»     | НХЛ          | 48               | 26               | 26               | 52               | 4                | 7       | 7       | 1       | 8       | 2       |
| 1938–39      | «Торонто Мейпл-Ліфс»     | НХЛ          | 40               | 18               | 16               | 34               | 15               | 10      | 7       | 6       | 13      | 4       |
| 1939–40      | «Торонто Мейпл-Ліфс»     | НХЛ          | 43               | 21               | 19               | 40               | 13               | 10      | 3       | 1       | 4       | 0       |
| 1940–41      | «Торонто Мейпл-Ліфс»     | НХЛ          | 42               | 23               | 21               | 44               | 2                | 7       | 3       | 2       | 5       | 2       |
| 1941–42      | «Торонто Мейпл-Ліфс»     | НХЛ          | 48               | 23               | 18               | 41               | 6                | 9       | 2       | 3       | 5       | 2       |
| 1942–43      | «Монреаль Канадієнс»     | НХЛ          | 49               | 28               | 22               | 50               | 14               | 5       | 4       | 2       | 6       | 0       |
| 1944–45      | «Воллейфілд Брейвс»      | QPHL         | 8                | 11               | 4                | 15               | 0                | —       | —       | —       | —       | —       |
| 1948-49      | «Гранд-Фолс Ендкос»      | NAHA         |                  |                  |                  |                  |                  | —       | —       | —       | —       | —       |
| 1949–50      | «Сент-Джон Беаверс»      | MSHL         | 69               | 48               | 24               | 72               | 40               | —       | —       | —       | —       | —       |
| Усього в НХЛ | Усього в НХЛ             | Усього в НХЛ | 311              | 155              | 139              | 294              | 56               | 50      | 25      | 15      | 41      | 10      |

## Досягнення та нагороди
- Трофей леді Бінґ (1938)

- Кращий бомбардир НХЛ (1938)

- Перша команда усіх зірок НХЛ (1938, 1939)

- Друга команда усіх зірок НХЛ (1942)

- Кубок Стенлі (1942)

- Член Зали слави хокею (1975)